# Эймс, Рэмсей
Рэмсей Эймс (англ. Ramsay Ames; 30 марта 1919 — 30 марта 1998) — американская актриса, в 1940-х снимавшаяся в фильмах категории B и эпизодических ролях.

## Биография

### Ранние годы
Рэмсей Филлипс родилась 30 марта 1919 года в Нью-Йорке. В школе занималась плаваньем и брала уроки вокала. А также посещала школу танцев Уолтера Хилхауза (Walter Hillhouse School of Dance), специализируясь на латинских танцах. Позднее, она стала участницей танцевального коллектива под названием «Ramsay Del Rico».Она также появилась как модель на спонсируемом Eastman Kodak показе мод на Всемирной выставке в Нью-Йорке в 1939 году. Танцевальную карьеру Рэмсей не смогла продолжить из-за травмы спины.
Её судьба изменилась, когда в аэропорту Лос-Анджелеса она встретила Гарри Кона, президента Columbia Pictures. В 1943 году ей предложили роль в комедийном мюзикле «Две сеньориты из Чикаго». Так началась карьера Рэмсей как киноактрисы. Она взяла себе экранный псевдоним «Амес».

### Участие в кино
Дебютной лентой Рэмсей Эймс стал мюзикл «Две сеньориты из Чикаго». Её героиней была Луис Хочкинс. В главной роли в фильме снялась Джоан Дэвис, прославившаяся перед этим в «Серенаде солнечной долины». В том же году Рэмсей снялась и на студии Universal Pictures в детективном фильме ужасов «Calling Dr. Death».
В 1944 году Рэпсей снялась в семи фильмах. Среди них «Али Баба и 40 разбойников», «Отважные дамы» с  Лореттой Янг и Джеральдин Фицджеральд в главных ролях, «Следуя за парнями», где главным героем стал Джордж Рафт, и «Призрак мумии», где в одной из главных ролей была сама Рэмсей.

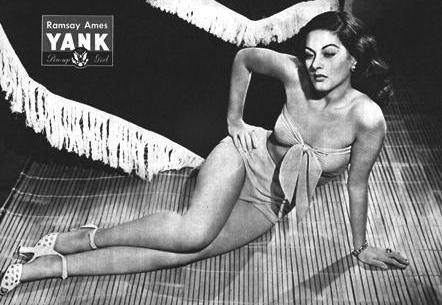
Рэмсей Амес в 1945

В 1945 году у неё была небольшая роль в фильме «Милдред Пирс», который потом выдвигался на «Оскар» в шести номинациях. В 1946 Рэмсей играла главные роли в фильмах «Ниже предела» с Уорреном Дугласом, «Весёлый всадник» и «Красавица и бандит» с Гилбертом Роландом. В 1947 следует отметить её Бетти Винслоу в фильме «The Vigilante: Fighting Hero of the West» и Коринн в «Улице Грин Долфин».
В 1948 году Рэмсей сыграла в боевике «G-Men Никогда не забыть». После этого её карьера пошла на спад. Она сыграла ещё в пяти фильмах на большом экране и одном на телевидении. В 1953 году Рэмсей Амес стала фотографом в кафе в фильме «Вики», главную роль в котором исполнила Джинн Крейн и который стал актёрским дебютом Аарона Спеллинга. В 1956 году она появилась в драме «Александр Великий». А в 1963 Амес мелькнула на экранах в фильме «Бегущий человек». И дважды снилась у испанских режиссёров, в «В 5 часов вечера» и «Tal Dulcinea, Una».

### Личная жизнь
В 1940-х Рэмсей вышла замуж за сценариста Дэйла Вассермана. Когда её карьера стала угасать, они уехали в Испанию, где Рэмсей вела собственное телевизионное шоу и иногда соглашалась на предлагаемые роли. С Вассерманом они развелись в 1980 году.
Рэмсей Эймс умерла в день своего рожденья, 30 марта 1998, от рака лёгких. Похоронена на кладбище Святого Креста в Лос-Анджелесе.

## Избранная фильмография
| Год  |    | Русское название            | Оригинальное название          | Роль                        |
| ---- | -- | --------------------------- | ------------------------------ | --------------------------- |
| 1943 | ф  | Две сеньориты из Чикаго     | Two Señoritas from Chicago     | Луис Хочкинс                |
| 1943 | ф  | Сумасшедший дом             | Crazy House                    | Рэмсей Амес                 |
| 1943 | ф  | Вызови Смерть               | Calling Dr. Death              | Рэмсей Амес                 |
| 1944 | ф  | Али Баба и 40 разбойников   | Ali Baba and the Forty Thieves | Налу                        |
| 1944 | ф  | Следуя за парнями           | Follow the Boys                | Лаура                       |
| 1944 | ф  | Призрак мумии               | The Mummy's Ghost              | Амина Мансури               |
| 1945 | ф  | Милдред Пирс                | Mildred Pierce                 | эпизод, в титрах не указана |
| 1945 | ф  | Слишком молоды, чтобы знать | Too Young to Know              | гость на вечеринке          |
| 1946 | ф  | Ниже предела                | Below the Deadline             | Линн Тёрнер                 |
| 1946 | ф  | Красавица и бандит          | Beauty and the Bandit          | Джин Дю Буа                 |
| 1947 | ф  | Улица Грин Долфин           | Green Dolphin Street           | Коринн                      |
| 1947 | ф  | Черная вдова                | The Black Widow                | Рут Дэйтон                  |
| 1948 | ф  | G-Men Никогда не забыть     | G-Men Never Forget             | Фрэнсис Блейк               |
| 1953 | ф  | Вики                        | Vicki                          | фотограф в кафе             |
| 1954 | тф | Ложь                        | The Lie                        | Марлен                      |
| 1956 | ф  | Александр Великий           | Alexander the Great            | пьяная женщина              |
| 1961 | ф  | В 5 часов вечера            | A las cinco de la tarde        | Американа                   |
| 1963 | ф  | Бегущий человек             | The Running Man                | Мадж Пендэрби               |